# Greenville (Texas)
Greenville é uma cidade localizada no estado norte-americano do Texas, no Condado de Hunt.

## Demografia
Segundo o censo norte-americano de 2000, a sua população era de 23.960 habitantes.
Em 2006, foi estimada uma população de 25.883, um aumento de 1923 (8.0%).

## Geografia
De acordo com o United States Census Bureau tem uma área de
89,9 km², dos quais 87,8 km² cobertos por terra e 2,1 km² cobertos por água.

## Localidades na vizinhança
O diagrama seguinte representa as localidades num raio de 20 km ao redor de Greenville.